# シュネルドルフ
シュネルドルフ (ドイツ語: Schnelldorf) は、ドイツ連邦共和国バイエルン州ミッテルフランケンのアンスバッハ郡に属す町村（以下、本項では便宜上「町」と記述する）。

## 地理

### 位置
シュネルドルフは、フランケンヘーエ自然公園内に位置する。

### 隣接市町村
- ヴェトリンゲン
- ヴェルニッツ
- フォイヒトヴァンゲン
- クレスベルク
- ザッテルドルフ
- ヴァルハウゼン
- ロート・アム・ゼー

（北から時計回り）

### 自治体の構成
この町は、公式には17の地区 (Ort) からなる。このうち小集落や孤立農場などを除く集落を以下に列記する。
| - ガイルロート - グリムシュヴィンデン - ハウンドルフ - ライツヴァイラー - オーバーアムプフラハ | - ランスバッハ・アン・デア・ホルツェッケ - シュネルドルフ - シュタインバッハ・アン・デア・ホルツェッケ - ウンターアムプフラハ - ヴィルデンホルツ |

## 行政

### 議会
シュネルドルフの町議会は、町長を含め17議席。

### 紋章
図柄: 赤い波帯で上下に分割。上部は銀地に、赤い舌を出し、こちらを向いて、歩く黒ヒョウで、尾は下を向いている。下部は、銀と青が5回入れ替わる縦縞。

## 経済と社会資本
シュネルドルフは、ロマンティック・フランケン観光連盟に加盟している。

### 交通
シュネルドルフは、アウトバーンA6号線（インターチェンジ49 シュネルドルフ）沿いに位置し、フォイヒトヴァンゲン／クライルスハイム・ジャンクションにも近い。シュネルドルフは、鉄道ニュルンベルク - クライルスハイム線のほぼ中間に位置する。

## 引用
1. ↑  https://www.statistikdaten.bayern.de/genesis/online?operation=result&code=12411-003r&leerzeilen=false&language=de Genesis-Online-Datenbank des Bayerischen Landesamtes für Statistik Tabelle 12411-003r Fortschreibung des Bevölkerungsstandes: Gemeinden, Stichtag (Einwohnerzahlen auf Grundlage des Zensus 2011)
2. ↑  Bayerische Landesbibliothek Online